# Prestbury
Prestbury is een civil parish in het bestuurlijke gebied Cheshire East, in het Engelse graafschap Cheshire met 3471 inwoners.

## Geboren
- Brian Houghton Hodgson (1800-1894), etnoloog, oriëntalist en natuuronderzoeker